# 1. letalski lovski polk (JA)
Za druge 1. polke glejte 1. polk.
1. letalski lovski polk je bil vojnoletalski lovski polk, ki je deloval v sestavu Jugoslovanske armade.

## Organizacija
1945
- štab
- 1. lovska eskadrilja NOVJ
- 2. lovska eskadrilja NOVJ